# Madamuthnahalli, Jagalur
Madamuthnahalli là một làng thuộc tehsil Jagalur, huyện Davanagere, bang Karnataka, Ấn Độ.